# Bắc Padang Lawas (huyện)
Huyện Bắc Padang Lawas là một huyện (kabupaten) thuộc tỉnh Bắc Sumatra, Indonesia. Huyện lỵ đóng ở Gunung Tua. Huyện có diện tích km2, sân số theo điều tra năm 2000 là 201.327 người

## Các đơn vị hành chính
Huyện gồm có phó huyện hành chính (kecamatan) sau:
1. Batang Onang
2. Dolok
3. Dolok Sigompulon
4. Halongonan
5. Padang Bolak
6. Padang Bolak Julu
7. Portibi
8. Simangambat
9. Hulu Sihapas